# Lycodes japonicus
Lycodes japonicus es una especie de pez de la familia de los Zoarcidae en el orden de los perciformes.

## Morfología
Los machos pueden llegar a alcanzar los 12,4 cm de longitud total.

## Hábitat
Es un pez de mar y de aguas profundas que vive entre 200- 303 m de profundidad.

## Distribución geográfica
Se encuentra en el Japón. Corea del Sur.

## Observaciones
Es inofensivo para los humanos. 